# فرانسوا جوزف سولاکارو
فرانسوا جوزف سولاکارو (انگلیسی: François-Joseph Sollacaro؛ زادهٔ ۲۱ مارس ۱۹۹۴) بازیکن فوتبال است.